# Finský institut v Paříži

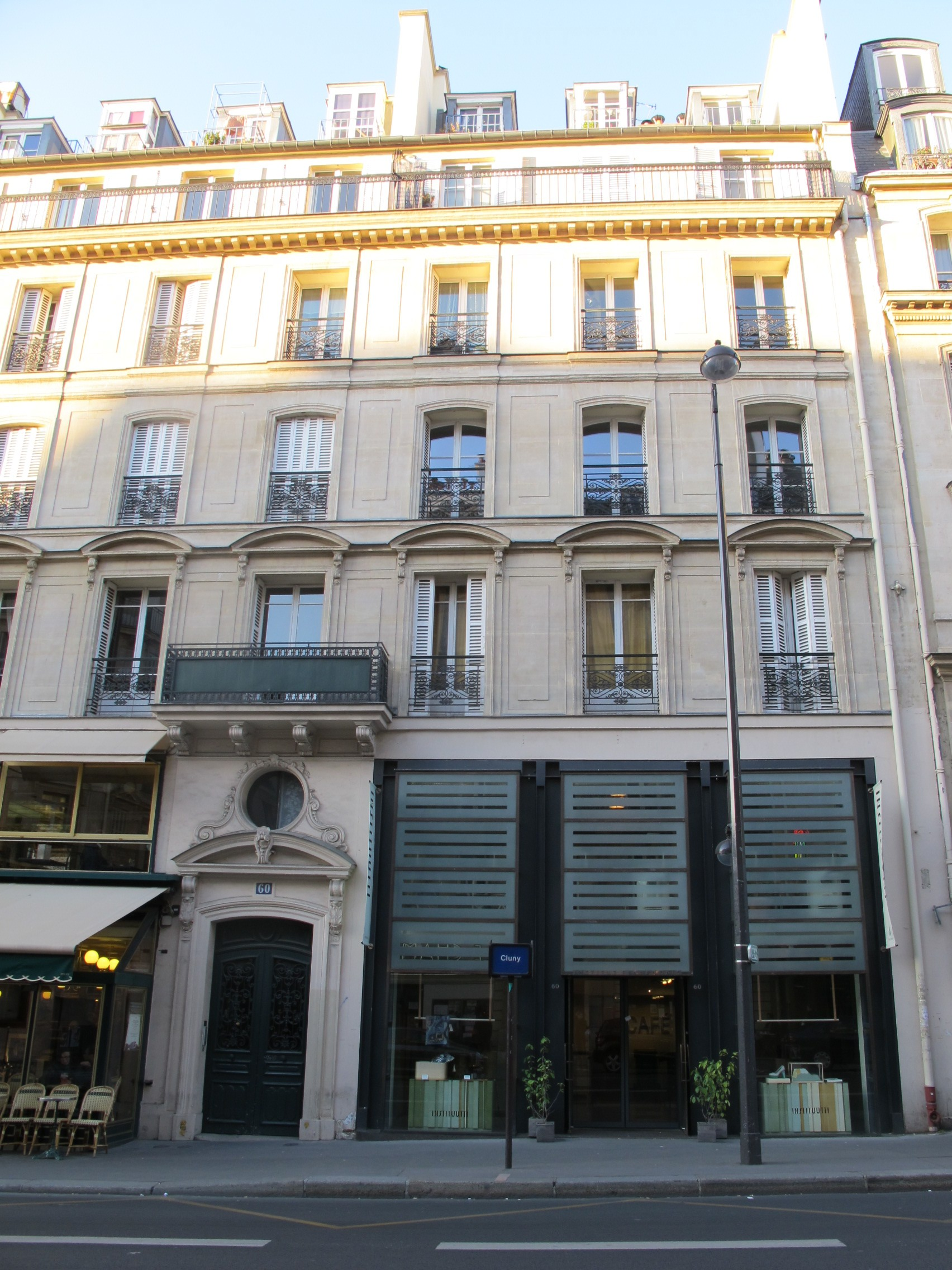
Sídlo institutu

Finský institut v Paříži (francouzsky Institut finlandais de Paris) je kulturní centrum v Paříži, které představuje finskou kulturu ve Francii. Nachází se na adrese Rue des Écoles č. 60 v 5. obvodu v Latinské čtvrti. Byl otevřen v roce 1991.

## Budova
Institut sídlí v prvních dvou podlažích domu postaveného roku 1862 v Haussmannově stylu. Do roku 1985 zde bylo kino Cluny-Écoles. Rekonstrukci navrhl finský architekt Juhani Pallasmaa. V interiéru a vybavení převažuje dřevo, což odpovídá finskému stylu.
Prostory o rozloze 600 m2 jsou ve vlastnictví finského státu. Je zde víceúčelový sál se 200 místy s výhledem na Lázně Cluny, kino s 90 místy, přednášková místnost a knihovna.

## Činnost
Centrum řídí Nadace finských institutů a jeho posláním je představovat finskou kulturu, společnost a hospodářství ve Francii a podporovat francouzsko-finskou spolupráci v těchto oblastech. Kromě toho se Finský institut aktivně podílí na spolupráci v oblasti vysokoškolského vzdělávání a nabízí rovněž výuku finštiny.